# João Palhinha
João Maria Lobo Alves Palhinha Gonçalves (Lisboa, 9 de julho de 1995) é um futebolista português que atua como volante. Atualmente joga no Tottenham, emprestado pelo Bayern de Munique. Atua também pela Seleção Portuguesa.

## Carreira

### 2012-15: Inicio de carreira
João Palhinha começou no Alta de Lisboa, mas passou a maior parte da sua formação no Sacavenense. Numa deslocação do Sporting a Sacavém para o Campeonato Nacional de Juniores, em 2012, Abel Ferreira demonstrou de imediato o seu apreço pelo desempenho do jovem jogador, que foi o ponto de partida para a transferência, nessa temporada, para a Academia de Alcochete. 
João Palhinha fez a sua estreia  3 de fevereiro de 2014, ao serviço da equipa B do Sporting Clube de Portugal. Entrou como suplente nos minutos finais, substituindo o também formado na academia Iuri Medeiros, numa vitória caseira por 3–2 frente ao Portimonense, em jogo a contar para a Segunda Liga. Ainda na Segunda Liga, Palhinha marcou o seu primeiro golo como sénior a 4 de abril de 2015, ao serviço da equipa B do Sporting. O médio-defensivo contribuiu com um golo de cabeça para a vitória por 3–1 frente ao Leixões, num encontro disputado em casa. 

### 2015–20: Vários empréstimos e breve retorno
Entre julho de 2015 e janeiro de 2017, João Palhinha foi emprestado a clubes da Primeira Liga, com o objetivo de ganhar experiência ao mais alto nível do futebol português. 
Estreou-se na primeira divisão ao serviço do Moreirense, clube que representou na temporada 2015–16. O seu primeiro jogo na competição deu-se numa derrota caseira por 0–2 frente ao Arouca, onde entrou aos 68 minutos.
Mais tarde, de volta ao Estádio José Alvalade, Palhinha fez a sua estreia na equipa principal a 21 de janeiro de 2017, num empate 2 a 2 contra o Marítimo. Ele marcou os seus primeiros golos pelo clube a 12 de outubro, com dois golos na vitória fora de casa por 4 a 2 sobre o Oleiros, na Taça de Portugal.
João Palhinha passou as duas temporadas seguintes cedido ao Sporting Clube de Braga, onde se afirmou como titular absoluto e elemento-chave no meio-campo da equipa minhota. Durante o período de empréstimo, participou em 76 jogos oficiais em todas as competições e conquistou a Taça da Liga.

### 2020-22: Consagração e saída
As boas exibições no Braga, trouxeram-lhe propostas de clubes estrangeiros, mas nenhuma agradou, fazendo João Palhinha voltar para o Sporting, com o aval de Ruben Amorim, que tinha sido seu treinador no Braga. Ele ficou ausente durante o primeiro mês por ter testado positivo à COVID-19, mas recuperou e regressou a 17 de outubro, entrando em campo no empate em casa por 2 a 2 com o rival Porto. 
Em janeiro de 2021, João Palhinha foi suspenso por acumulação de amarelos e falharia o dérbi com o Benfica. No entanto, recorreu ao tribunal e pôde jogar, entrando como suplente na vitória por 1–0. Mais tarde, o Tribunal Arbitral do Desporto anulou o castigo, após o árbitro admitir erro. A Federação Portuguesa de Futebol contestou, e o caso acabou por ser revertido, mas Palhinha terminou a época sem cumprir suspensão, pois os tribunais consideraram não ter competência para julgar o caso.

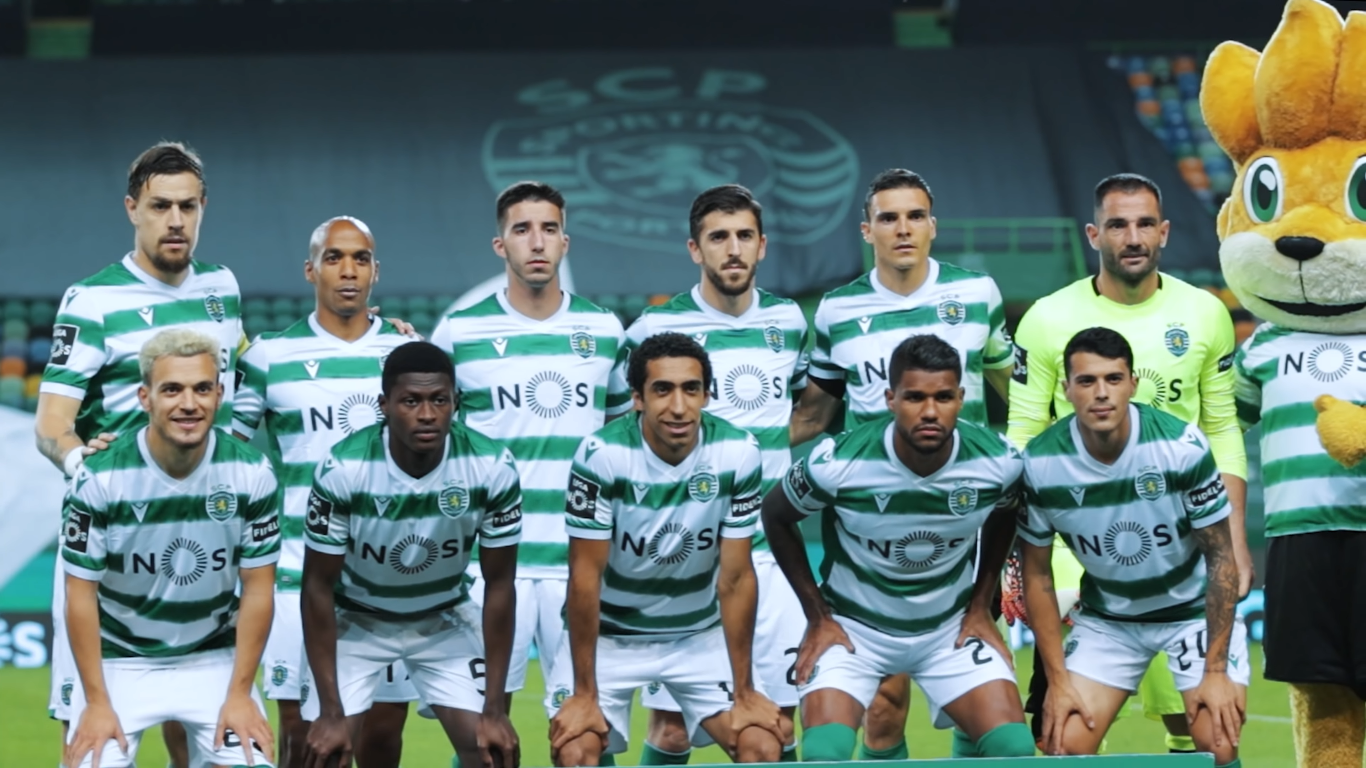
João Palhinha no onze inicial do Sporting x BSAD, na temporada 2020-21

Palhinha marcou o seu primeiro nessa temporada a 15 de fevereiro de 2021, numa vitória por 2-0 em casa sobre o Paços de Ferreira. Nos meses seguintes, João Palhinha afirmou-se como uma peça influente no meio-campo, destacando-se pela sua capacidade de recuperação de bola e terminando a época como o jogador com mais desarmes na liga, com um total de 185. Participou em 32 jogos e teve um papel fundamental na conquista do campeonato nacional pelo Sporting, o primeiro em 19 anos. Como reconhecimento, foi incluído na Equipa do Ano da Primeira Liga, juntamente com cinco colegas de equipa.
No total, disputou 95 jogos oficiais durante o seu período no Sporting, marcando sete golos e conquistando um campeonato nacional, duas Taças da Liga e uma Supertaça Cândido de Oliveira. Em julho de 2022, ruma à Premier League para representar o Fulham, num negócio a rondar os 20 milhões de euros.

### 2022-atual: Premier League e Bundesliga
João Palhinha estreou-se em Inglaterra, no dia 6 de agosto, num jogo contra o Liverpool que acabou empatado 2-2.  Marcou o primeiro golo ao serviço do Fulham 14 dias depois, ajudando na vitória frente ao Brentford.
No último dia da janela de transferências de verão, ele fez exames médicos na Alemanha antes de uma transferência de 65 milhões de euros para o Bayern de Munique, mas o negócio fracassou porque o Fulham não conseguiu encontrar um substituto antes do final do mercado; em 14 de setembro, ele assinou um novo contrato até 2028, com opção de prorrogação por mais um ano.
Contudo, no ano seguinte, mudou-se conseguiu concretizar a transferência e passou a representar o Bayern de Munique.  Na sua época de estreia, ajudou a equipa a conquistar o campeonato alemão.
Em agosto de 2025, regressa à Premier League, desta vez para representar o Tottenham, por empréstimo com opção de compra de 30 milhões de euros.

## Seleção Nacional
Palhinha representou Portugal nas seleções sub-18, sub-19 e sub-20.  Participou no Campeonato Europeu Sub-19 de 2014, onde a sua equipa terminou em segundo lugar.

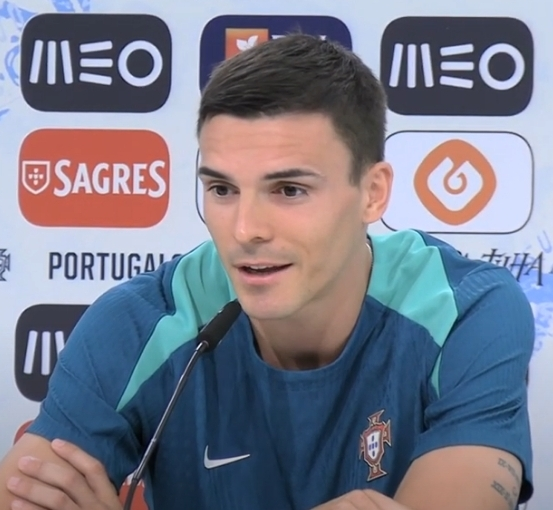
João Palhinha numa conferência de empresa durante o Euro 2024

Em março de 2021, Palhinha foi convocado pela primeira vez para a seleção principal, para disputar as eliminatórias para o Mundial de 2022 contra o Azerbaijão, o Luxemburgo e a Sérvia. Fez a sua estreia internacional no jogo contra o Azerbeijão, substituindo Rúben Neves no final da vitória por 1-0. Marcou o seu primeiro golo na mesma eliminatória, fechando a vitória fora de casa por 3-1 sobre o Luxemburgo.
Foi convocado para o Euro 2020 e Palhinha jogou na partida contra a França na fase de grupos, que terminou num empate a duas bolas, e frente à Bélgica nos oitavos de final, onde Portugal saiu derrotado.Em novembro de 2022, foi convocado para o Mundial 2022 no Catar, tendo jogado os três encontros da fase de grupos, numa campanha que terminou com a eliminação nos quartos de final frente a Marrocos.
Palhinha tfez parte dos 26 convocados para o Euro 2024. Após não ter sido utilizado no jogo de estreia de Portugal frente à Chéquia, foi titular na vitória por 3–0 sobre a Turquia, tendo sido substituído por Neves ao intervalo. Entrou em campo frente à França, Eslovénia e Geórgia. 
Em maio de 2025, Palhinha foi convocado para a fase final da Liga das Nações da UEFA. Contribuiu com dois minutos em campo pelos campeões, entrando nos instantes finais da vitória por 2–1 sobre a anfitriã Alemanha, nas meias-finais.

## Títulos
Braga
Taça da Liga: 2019–20
Sporting
Taça da Liga: 2020–21
Primeira Liga: 2020–21
Bayern de Munique
Bundesliga: 2024–25
Portugal
Liga das Nações da UEFA: 2024–25